# Миколаюв (станция)
Миколаюв (пол. Mikołajów) — пассажирская и грузовая железнодорожная станция близ села Регны в гмине Колюшки, в Лодзинском воеводстве Польши. Имеет 2 платформы и 2 пути.
Станция построена в 1930 году.